# امرالد فنل
امرالد لیلی فنل (انگلیسی: Emerald Fennell؛ زاده ۱ اکتبر ۱۹۸۵) بازیگر و فیلم‌ساز انگلیسی است. او جوایز مختلفی از جمله یک جایزهٔ اسکار و دو جایزهٔ بفتا کسب کرده و نامزد دریافت سه جایزهٔ  امی ساعات پربیننده بوده‌است.
فنل برای حضور در فیلم‌هایی تاریخی مانند آنا کارنینا (۲۰۱۲) و دختر دانمارکی (۲۰۱۵) مورد توجه قرار گرفت و بعدها برای به تصویر کشیدن کامیلا، دوشس کورنوال در مجموعهٔ تاج (۲۰۱۹–۲۰۲۰) شناخته شد. فنل شورانر مجموعهٔ تریلر جاسوسی کشتن ایو (۲۰۱۹) بود که برایش دوبار نامزد دریافت جایزهٔ امی ساعات پربیننده شد. او در سال ۲۰۲۰ اولین فیلمش، کمدی سیاه زن جوان آتیه‌دار را نوشت و کارگردانی کرد که برایش جایزهٔ اسکار بهترین فیلم‌نامه غیراقتباسی را کسب کرد و نامزد دریافت جوایز اسکار بهترین فیلم و بهترین کارگردانی شد.

## فیلم‌شناسی

### فیلم
| سال  | عنوان                    | کارگردان | نویسنده | تهیه‌کننده | توضیحات    |
| ---- | ------------------------ | -------- | ------- | --------- | ---------- |
| ۲۰۱۸ | مراقب باش چگونه می‌روی    | آری      | آری     | نه        | فیلم کوتاه |
| ۲۰۲۰ | زن جوان آتیه‌دار          | آری      | آری     | آری       |            |
| ۲۰۲۳ | سالتبرن                  | آری      | آری     | آری       |            |
| ۲۰۲۵ | از دنیای جان ویک: بالرین | نه       | محتوا   | نه        |            |
| ۲۰۲۶ | بلندی‌های بادگیر          | آری      | آری     | آری       |            |

بازیگری
| سال  | عنوان           | نقش                 | توضیحات      |
| ---- | --------------- | ------------------- | ------------ |
| ۲۰۱۰ | مستر نایس       | ریچل                |              |
| ۲۰۱۱ | آلبرت نابز      | خانم اسمیت ویلارد   |              |
| ۲۰۱۲ | کارنینا         | پرنسس مرکالووا      |              |
| ۲۰۱۵ | دختر دانمارکی   | السا                |              |
| ۲۰۱۵ | پن              | فرمانده             |              |
| ۲۰۱۸ | ویتا و ویرجینیا | ونسا بل             |              |
| ۲۰۲۰ | زن جوان آتیه‌دار | میزبان آموزش تصویری | حضور افتخاری |
| ۲۰۲۳ | باربی           |                     |              |

### تلویزیون
| سال  | عنوان    | نویسنده | تهیه‌کننده اجرایی | توضیحات         |
| ---- | -------- | ------- | ---------------- | --------------- |
| ۲۰۱۶ | دریفترها | آری     | نه               | قسمت: «هالووین» |
| ۲۰۱۹ | کشتن ایو | آری     | آری              | ۸ قسمت          |